# Demeter Diamantidi

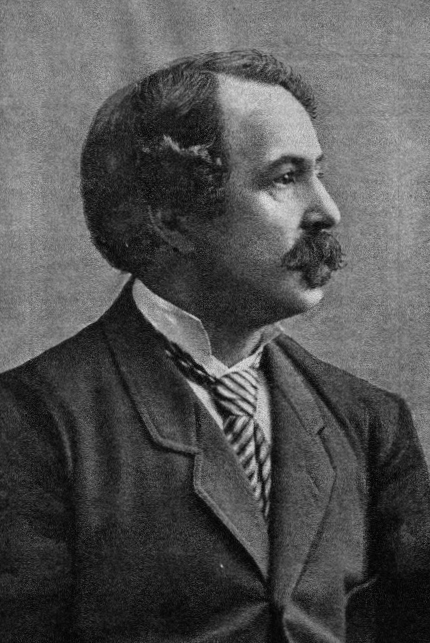
Demeter Diamantidi

Demeter Diamantidi (auch Demetris Diamantidis, * 20. März 1839 in Hietzing; † 4. April 1893 in Wien) war ein Wiener Alpinist, Eisläufer und Maler.

## Leben
Die Familie Diamantidi waren griechische Kaufleute, die sich, nach einer Zwischenstation in Rumänien, in Wien niedergelassen hatten. Demeter Diamantidi heiratete die Katholikin Karoline Elizabeth Fruhwirth in der Griechenkirche zur Heiligen Dreifaltigkeit. Demeter Diamantidi studierte ab 1860 an der Akademie der bildenden Künste Wien. In seinen künstlerischen Werken befasste er sich hauptsächlich mit sportlichen Themen, so malte er etwa den Wiener Eislaufplatz. Er selbst galt als einer der besten Eisläufer Wiens zu dieser Zeit, erlangte aber besonders aufgrund seiner theoretischen Arbeit auf diesem Gebiet Bedeutung. Zusammen mit Carl Korper von Marienwerth und Max Wirth verfasste er das Lehrbuch „Spuren auf dem Eise“, das als wegweisend für den modernen Eislaufsport gilt. In diesem Buch wurde das sogenannte Regulativ vorgestellt, das die Grundlage des bis heute gültigen ISU-Wertungssystems für Eiskunstlauf und Eistanzen bildete. Von Diamantidi stammten auch die Illustrationen zu diesem Werk, abgebildet ist auf einigen Georg Zachariades.
Diamantidi galt darüber hinaus als bedeutender Bergsteiger und wichtiges Mitglied des Österreichischen Alpenklubs. 1881 konnte er den 2554 m hohen Sasso di Mur in den Dolomiten erstbesteigen. Im gleichen Jahr bestieg er, geführt von Michel und Hans Innerkofler, als erster die Gipfel aller Drei Zinnen an einem Tag. 1887 gelang ihm zusammen mit Carl Hofer und Albert Wachtler, geführt von Peter Kotter die Erstbesteigung der 3196 m hohen Agglsspitze. 1888 war Diamantidi Mitglied eines Personenkomitees zur Errichtung des Kaiser-Franz-Joseph-Obelisken am 3905 m hohen Ortler. Nach dem Scheitern dieses Unterfangens bestieg er als Ersatz den Gipfel zur Feier des 40-jährigenThronjubiläums von Kaiser Franz Joseph I. mit einer Habsburgerflagge.
1892 konnte Diamantidi im Zuge einer Wette Schneeberg, Rax, Schneealpe und Veitsch innerhalb von 24 Stunden besteigen, eine Tour, die einen Aufstieg von etwa 3200 Höhenmetern und einen Abstieg von etwa 3500 Höhenmetern umfasste. Im selben Jahr gelang ihm die Erstbegehung der Nordwand des 2846 m hohen Hauptgipfels des Latemarstocks in den Dolomiten, der später zu seinen Ehren Diamantiditurm benannt wurde. Gegen Ende seines Lebens war Diamantidi auch in den Westalpen aktiv. Er wurde am Wiener Zentralfriedhof bestattet.
Diamantidi betätigte sich auch politisch, von 1884 bis 1889 vertrat er die Liberalen im Wiener Gemeinderat.

## Werk
- Demeter Diamantidi, Carl Korper, Max Wirth: Spuren auf dem Eise: die Entwicklung des Eislaufes auf der Bahn des Wiener Eislauf-Vereines. Hrsg.: Alfred Hölder. 2. Auflage. Wien 1892 (archive.org).